# Урун-Ходжаєв Сайд-Ходжа
Сайд-Ходжа Урун-Ходжаєв (Урунходжаєв) (1901, кишлак Шайхбурхан Ходжентського повіту Ферганської області, тепер Бободжан-Гафуровського району Согдійської області, Таджикистан — 14 вересня 1967, селище Шайхбурхан Ходжентського району Ленінабадської області, тепер Бободжан-Гафуровського району Согдійської області, Таджикистан) — Таджицький радянський діяч, новатор сільського господарства, голова колгоспу «Москва» Ленінабадського району Ленінабадської області Таджицької РСР. Депутат Верховної Ради СРСР 5—7-го скликань. Двічі Герой Соціалістичної Праці (1.03.1948, 17.01.1957).

## Біографія
Народився в селянській родині. Освіта початкова. З 1918 року був учнем кустаря-ткача, а потім теслі. Чотири роки наймитував у заможних баїв.
У 1928 року керував спілкою (комітетом) наймитів, був головою товариства із організації колгоспів у Ходженті.
Член ВКП(б) з 1929 року.
З 1931 року служив добровольцем у радянському загоні, який боровся з басмацтвом у Середній Азії.
Потім — голова бавовницького кооперативу, заступник директора бавовноочисного заводу в місті Ходженті.
У 1933—1937 роках — голова колгоспу імені Сталіна, парторг колгоспу імені Ворошилова, голова колгоспу імені Молотова аулу Ок-Арик (за декілька кілометрів від міста Ходжента (Ленінабада)) Таджицької РСР.
У 1937 році заарештований органами НКВС, до 1940 року перебував у слідчому ізоляторі НКВС.
У 1942—1948 роках — голова колгоспу імені Молотова аулу Ок-Арик Ленінабадського району Ленінабадської області Таджицької РСР.
У 1948 — 14 вересня 1967 року — голова укрупненого колгоспу імені Ворошилова (з 1958 року — «Москва») Ленінабадського району Ленінабадської області Таджицької РСР.
Колгосп був одним із найкращих бавовняних господарств СРСР. На території колгоспу було збудовано 11 шкіл, школу-інтернат, Палац культури, 5 кінотеатрів, санаторій, лікарню, пологовий будинок, поліклініку.
Помер 14 вересня 1967 року після важкої та тривалої хвороби.

## Нагороди
- двічі Герой Соціалістичної Праці (1.03.1948, 17.01.1957)
- три ордени Леніна (25.12.1935, 1.03.1948, 17.04.1951)
- орден Вітчизняної війни І ст. (29.12.1946)
- чотири ордени Трудового Червоного Прапора (3.05.1949, 17.12.1949, 21.05.1952, 23.10.1954)
- дві медалі «За трудову доблесть» (5.08.1960, 3.04.1965)
- медалі
- Майстер бавовни Таджицької РСР (1948)